# Pabna
Pabna (Bengalisch পাবনা) ist eine Stadt in Bangladesch die Teil der Division Rajshahi ist. Die im Distrikt Pabna gelegene Distrikthauptstadt liegt unweit nördlich des Flusses Padma. Die Stadt ist Teil des Upazila Pabna Sadar. Die Einwohnerzahl Pabnas lag 2011 bei über 190.000.
Die Stadt ist durch Bangladesh Railway und mehrere Straßen mit dem Rest des Landes verbunden. Neben mehreren Universitäten beherbergt die Stadt auch die größte Psychiatrische Klinik in Bangladesch.

## Söhne und Töchter
- Emmanuel Kanon Rozario (* 1963), römisch-katholischer Geistlicher, Bischof von Barisal
- Mohammed Shahabuddin (* 1949), Präsident von Bangladesh